# Matthew Bostock
Matthew Bostock (Douglas, 16 juli 1997) is een Manx weg- en baanwielrenner die in 2023 als prof reed bij Bolton Equities Black Spoke.

## Carrière
In 2020 werd Bostock, achter David Dekker en Brenton Jones, derde in de Dorpenomloop Rucphen. Twee jaar later won hij een etappe en het puntenklassement in de Ronde van de Mirabelle. In het algemeen klassement bleef enkel zijn ploeggenoot Robert Scott hem voor. In 2023 werd Bostock prof bij Bolton Equities Black Spoke. Hij werd dat jaar onder meer vijfde in het eindklassement van de Ronde van het Taihu-meer. Nadat de ploeg datzelfde jaar ophield te bestaan reed hij in 2024 bij een amateurploeg.

## Palmares

### Baanwielrennen
| Jaar     | BK                   | EK                   | WK       | Overig                           |
| Beloften | Beloften             | Beloften             | Beloften | Beloften                         |
| -------- | -------------------- | -------------------- | -------- | -------------------------------- |
| 2016     |                      | Ploegenachtervolging |          |                                  |
| 2017     |                      | Ploegenachtervolging |          |                                  |
| 2018     |                      | Ploegenachtervolging |          |                                  |
| Elite    |                      |                      |          |                                  |
| 2016     | Ploegkoers           | Ploegenachtervolging |          | WB Glasgow: Ploegenachtervolging |
| 2017     | Ploegenachtervolging |                      |          |                                  |

### Wegwielrennen

#### Overwinningen
2022
4e etappe Ronde van de Mirabelle
Puntenklassement Ronde van de Mirabelle

## Ploegen
- 2019 –  Canyon dhb p/b Bloor Homes
- 2020 –  Canyon dhb p/b Soreen
- 2021 –  Canyon dhb SunGod
- 2022 –  WiV SunGod
- 2023 –  Bolton Equities Black Spoke

Batt · Bostock · Burnett · Christensen · Currie · Fitzsimons · Fouché · Gate · Gough · Jackson · Jones · Kench · Mudgway · O'Donnell · Oram · Scott · Sexton · Stewart · Townsend · Wright · Gardner (stagiair) · Hornblow (stagiair) · Vercouillie (stagiair)